# San Miguel de Tucumán
San Miguel de Tucumán város Argentínában, Buenos Airestől kb. 1300 km-re északnyugatra, a Río Salí folyó nyugati partján. Lakossága 528 ezer fő volt egy 2009-es becslés alapján.
A város teljesen sík terepen fekszik, 430 méter tengerszint feletti magasságban. A várostervezők szabályos négyszögekre parcellázták fel. Keleti oldalán, a Río Salí mentén tágas zöldövezetet hagytak meg és néhány korábbi háztömb helyén is tágas parkos teret alakítottak ki. Az utóbbiak egyike a Plaza Independencia, amely lényegében a város szíve.

## Látnivalók
- Casa Histórica de la Independencia  (történelmi épület és múzeum)
- Casa de Gobierno de Tucumán (Tucumán kormányzói palota)
- Parque 9 de Julio (park)
- Museo Provincial de Bellas Artes Timoteo Navarro (Szépművészeti Múzeum)
- Cementerio del Oeste
- Avellaneda elnök háza
- Plaza Independencia (központi tér)
- Federación Económica épülete
- Padilla-ház
- Basílica de San Francisco (bazilika)
- Catedral de San Miguel de Tucumán (katedrális)
- La Merced templom
- Casa del Obispo Colombres

## Galéria

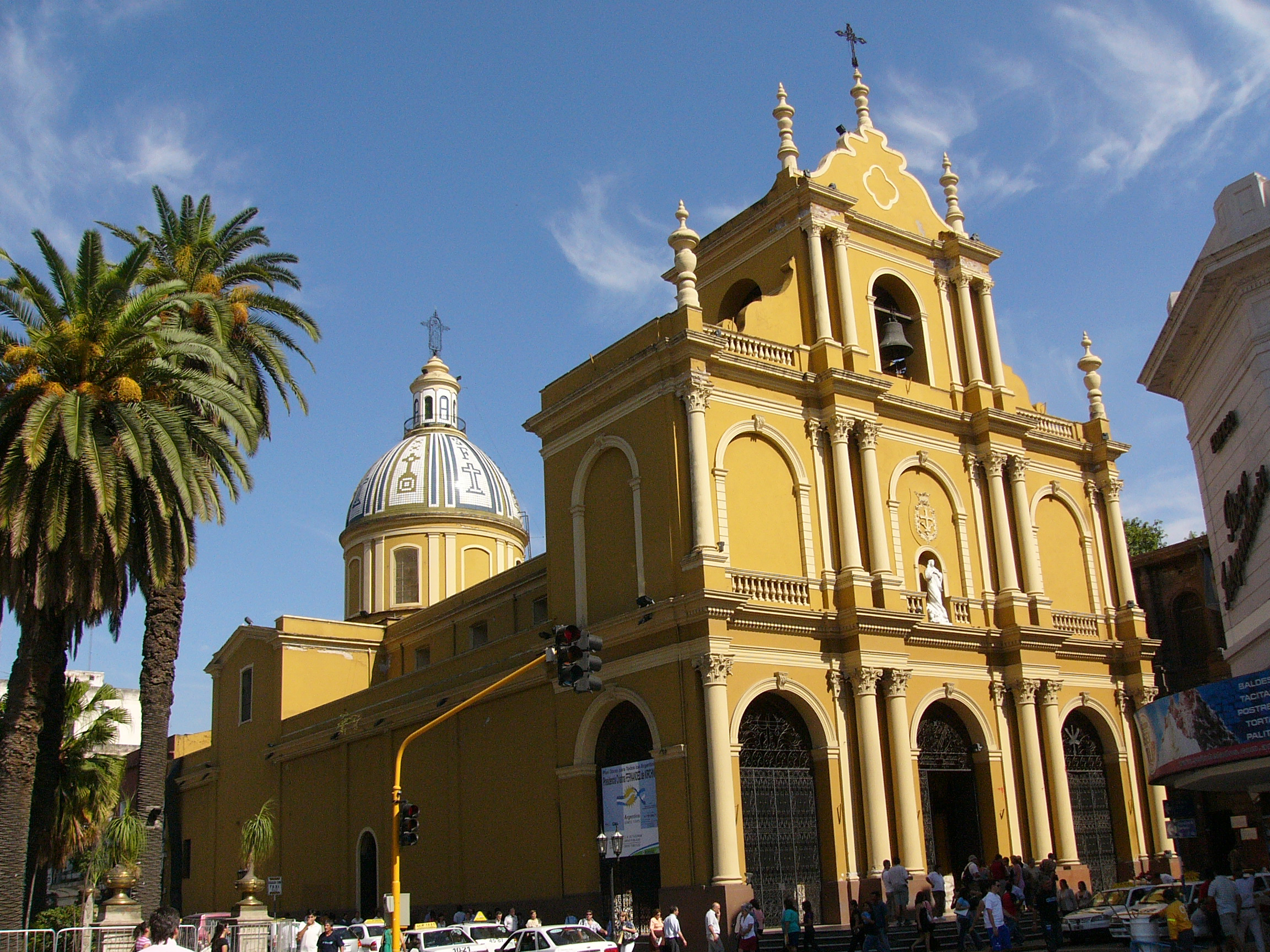
Basílica de San Francisco
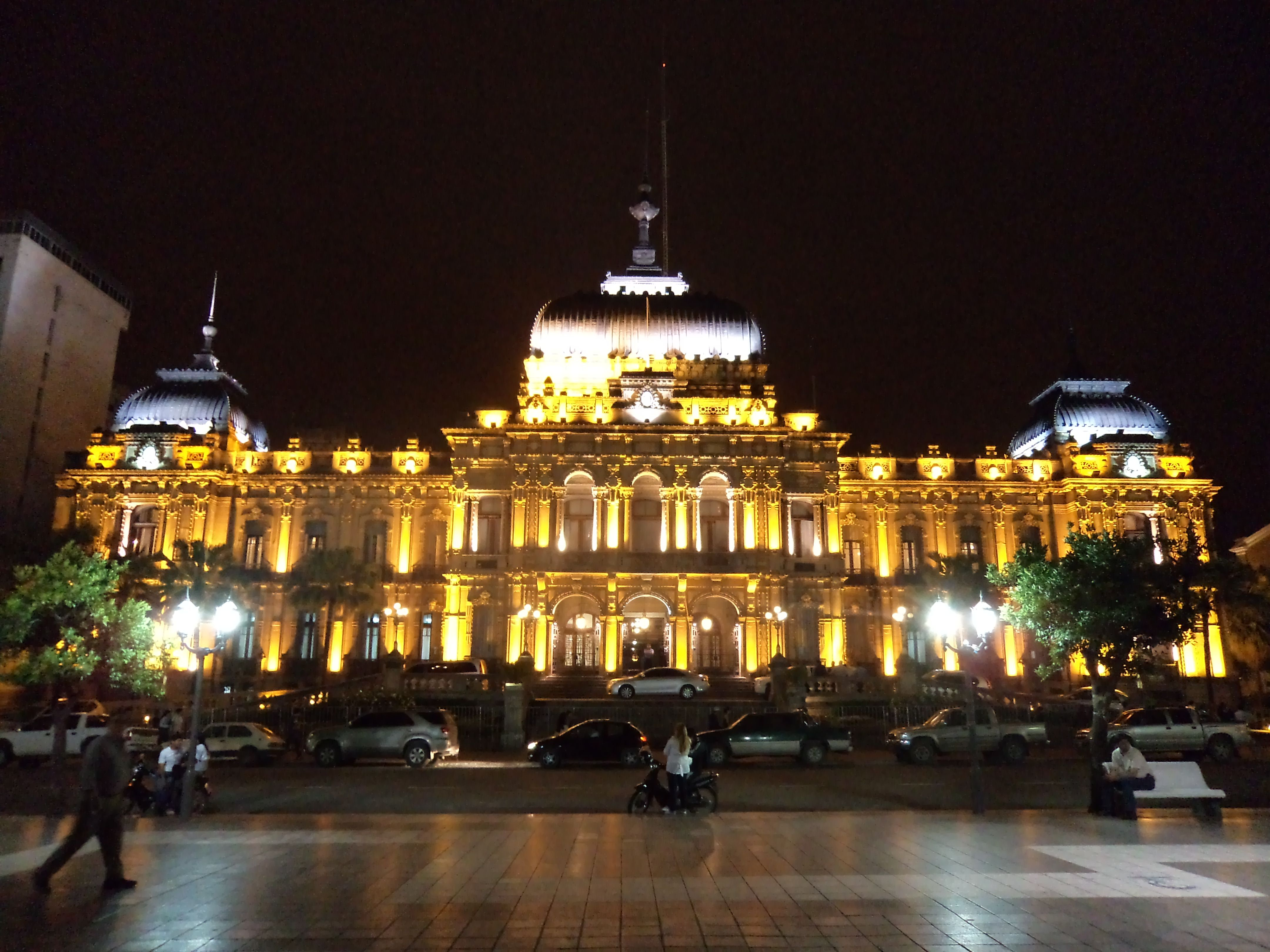
Casa de Gobierno de Tucumán

## Fordítás
- Ez a szócikk részben vagy egészben  a   San Miguel de Tucumán című spanyol Wikipédia-szócikk fordításán alapul.  Az eredeti cikk szerkesztőit annak laptörténete sorolja fel. Ez a jelzés csupán a megfogalmazás eredetét és a szerzői jogokat jelzi, nem szolgál a cikkben szereplő információk forrásmegjelöléseként.